# بابا صمد
بابا سامد أو بابا صمد هي طريقة صوفية شيعية انتشرت على نطاق واسع في أذربيجان وتركيا في العصور الوسطى. يُعتقد أنها فرع من الطريقة البكتاشية. وتروي الأسطورة أن بابا صمد هو ابن لحاج بكتاش ولي، مؤسس الطريقة. وتشير نقوش ضريحه إلى أنه ينحدر من سلالة علي الرضا. أما تاريخ حركة بابا صمد في أذربيجان، فهو بحثٌ قاصر.
من المعروف أن حركة البكتاشية انتشرت في أذربيجان بحلول القرن السادس عشر. وبعد استيلاء الصفويين على أذربيجان، تعززت هذه الطريقة الشيعية. ونشطت عدد كبير من التكايا الصوفية خلال القرنين السادس عشر والتاسع عشر.
لا يزال قبر بابا صمد بالقرب من صابر آباد في أذربيجان يحظى باحترام كبير من السكان، ولكن نتيجة للإهمال في الحقبة السوفيتية، فإن البحث في الطرق الصوفية ومعرفة تقاليدها ضعيف أو غير موجود.
ضريح بابا صمد هو ضريح يقع على مشارف الطريق السريع في قرية شيخلار بمقاطعة صابر آباد. قام أستاذ معهد التاريخ الأذربيجاني، الدكتور مشاديخانيم نعمتوفا، بدراسة تاريخ الضريح ونشر أفكاره عنه مرارًا وتكرارًا. في الأسطر التسعة من السطر الأول والثالث من السورتين العربية والفارسية من ضريح بابا صمد، كُتبت الآيتان 31 و32 من سورة البقرة من القرآن الكريم. أما السطور 4-5 مخصصة للتعريف بالإمام علي، وفي السطور الأربعة المتبقية، كُتب أن الشاه الصفوي (الملك) طهماسب الأول الذي كلف به عبد الله خان أوستاجلي، حاكم شروان في عام 993 هـ، (1585 م) وأنه "بُني لزعيم السادة من مصدر السعادة (هنا السيد هو "عظيم")، رأس بابا صمد بن بكتاش بن سلطان علي بن حضرتي موسى الرضا"، وكما يتضح من الكتابة، فإن بابا صمد هو ابن حاجي بكتاش. إن ربط ابن حاجي بكتاش بالرضا حفيد النبي محمد والإمام علي يشير إلى أن المجتمع الذي يقوده مشغول بالتشيع.
بعض أبناء آغاسي خان، أحد أول خانات شيروان، وإحدى زوجاته مدفونون هنا.